# Playa Palo Seco
Playa Palo Seco est un village du Costa Rica situé dans la province de Puntarenas dans le canton de Parrita au bord de l'Océan Pacifique.